# Milići (gmina Sjenica)
Milići (cyr. Милићи) – wieś w Serbii, w okręgu zlatiborskim, w gminie Sjenica. W 2011 roku liczyła 38 mieszkańców.